# Mago (scoglio)
Mago o Omago (in croato Mag) è uno scoglio disabitato della Croazia, che fa parte dell'arcipelago delle isole Quarnerine ed è situato a est dell'isola di Arbe e a ovest della costa dalmata.
Amministrativamente appartiene alla città di Arbe, nella regione litoraneo-montana.

## Geografia
Nel punto più ravvicinato, Mago dista 2 km dalla terraferma, dalle parti dell'insediamento di Stinica nel comune di Segna. Situato nel canale della Morlacca, dista 115 m dall'isola di Arbe.
Mago è l'ultima propaggine di un promontorio (punta del Mago) che corre verso nord lungo la costa sudorientale di Arbe e che forma il lato orientale della baia omonima (baia Mago, uvala Mag). Ha una forma triangolare, con la base che corre parallela ad Arbe e il vertice che punta alla terraferma e misura 85 m di lunghezza e 50 m di larghezza massima. Nella parte centrale, raggiunge la sua elevazione massima di 9 m s.l.m. Tra Mago e il promontorio sono presenti diverse rocce e un altro piccolo scoglio.